# مهاجم قرمز

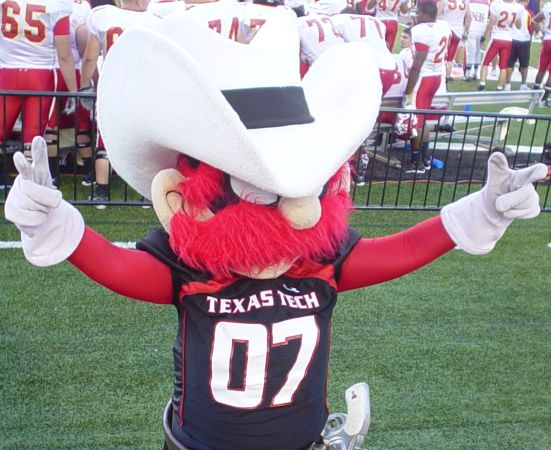
مهاجم قرمز که علامت تفنگ‌ها بالا را نشان می‌دهد.

مهاجم قرمز (انگلیسی: Raider Red) یک شخصیت نمادین و یکی از دو طلسم (mascot) رسمی دانشگاه تگزاس تک است. این شخصیت برای اولین بار در دهه ۱۹۷۰ معرفی شد، زمانی که قوانین کنفرانس ورزشی اجازه نمی‌داد اسب واقعی به زمین بازی آورده شود. برای حل این مشکل، یک دانشجوی دانشگاه به نام Jim Gaspard، با الهام از نقاشی‌های کارتونی Dirk West، شخصیت مهاجم قرمز را خلق کرد. این شخصیت یک گاوچران با سبیل‌های پرپشت، کلاه بزرگ و لباس قرمز است که اسلحه‌هایی نمایشی در دست دارد. مهاجم قرمز به عنوان نماد سرسختی، شور و هیجان دانشجویان و هواداران دانشگاه تگزاس تک شناخته می‌شود.
بر خلاف طلسم دیگر دانشگاه، یعنی سوار نقاب دار (به انگلیسی: Masked Rider) که سوار بر اسب در زمین ظاهر می‌شود، مهاجم قرمز معمولاً در میان جمعیت حرکت کرده و با هواداران تعامل دارد. او در رویدادهای ورزشی، مراسم دانشگاهی و جشن‌ها حاضر می‌شود و با انجام حرکات پرانرژی و طنزآمیز، شور و هیجان را در بین دانشجویان و تماشاگران افزایش می‌دهد. Raider Red نه تنها یک نماد ورزشی، بلکه بخشی از هویت فرهنگی و سنتی دانشگاه تگزاس تک محسوب می‌شود و حضور او در مسابقات، نشانه‌ای از افتخار و حمایت از تیم‌های مهاجم قرمز است.